# Olliergues
Olliergues é uma comuna francesa na região administrativa de Auvérnia-Ródano-Alpes, no departamento Puy-de-Dôme. Estende-se por uma área de 16,37 km². Em 2010 a comuna tinha 776 habitantes (densidade: 47,4 hab./km²).